# Abalistes stellaris
Abalistes stellaris es una especie de peces de la familia Balistidae en el orden de los Tetraodontiformes.

## Morfología
Los machos pueden llegar alcanzar los 60 cm de longitud total.

## Distribución geográfica
Se encuentra desde las  costas del Mar Rojo hasta las de la África Oriental, Asia meridional, Japón y norte de  Australia. También en el Atlántico oriental (Santa Helena y sur de África).

## Observaciones
Es inofensivo para los humanos.